# Schimmelende stalkruidgalmug
De schimmelende stalkruidgalmug (Asphondylia ononidis) is een muggensoort uit de familie van de galmuggen (Cecidomyiidae). De wetenschappelijke naam van de soort is voor het eerst geldig gepubliceerd in 1873 door F. Low.